# Ust-Txukúria
Ust-Txukúria (en rus: Усть-Чукурья) és un poble del krai de Perm, a Rússia, que forma part del raion de Gaini. El 2010 tenia quatre habitants.